# Villemagne-l'Argentière

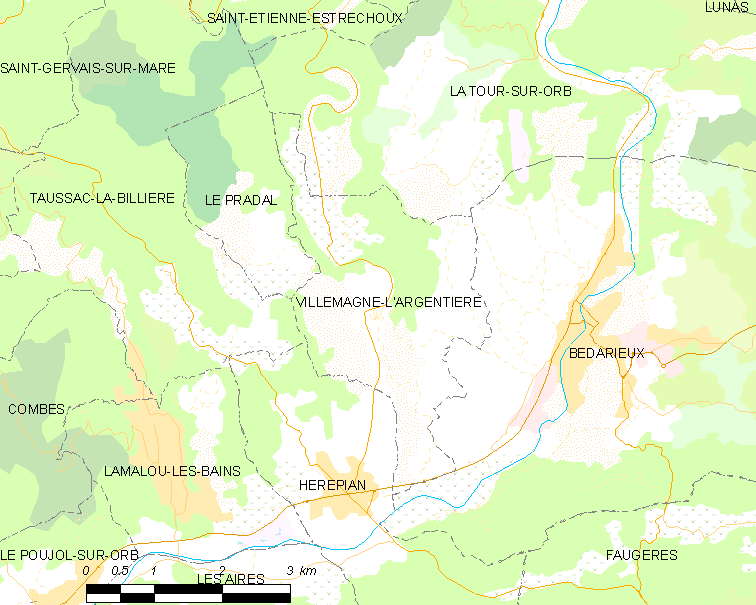
Mapa

 Villemagne-l'Argentière  (en occitano Vilamanha) es una población y comuna francesa, situada en la región de Occitania, departamento de Hérault, en el distrito de Béziers y cantón de Clermont-l'Hérault.

## Demografía
| 308 | 320 | 291 | 317 | 365 | 429 | 452 |
| Para los censos de 1962 a 1999 la población legal corresponde a la población sin duplicidades (Fuente: INSEE [Consultar]) |     |     |     |     |     |     |